# 圣塞尔沃
圣塞尔沃（法語：Saint-Selve，法語發音：[sɛ̃ sɛlv]）是法国吉伦特省的一个市镇，属于波尔多区。

## 地理
圣塞尔沃（44°40'14"N, 0°28'49"W）面积17.74 平方千米，位于法国新阿基坦大区吉倫特省，该省份为法国西南部沿海省份，是法國本土面积最大的省，北起滨海夏朗德省，西临大西洋，南至朗德省，东南接洛特-加龍省，东临多爾多涅省。
与圣塞尔沃接壤的市镇（或旧市镇、城区）包括：卡斯特尔吉伦特、艾格莫尔特-莱格拉沃、博蒂朗、拉布雷德、波尔泰茨、圣米歇尔德略夫雷、圣莫里永。

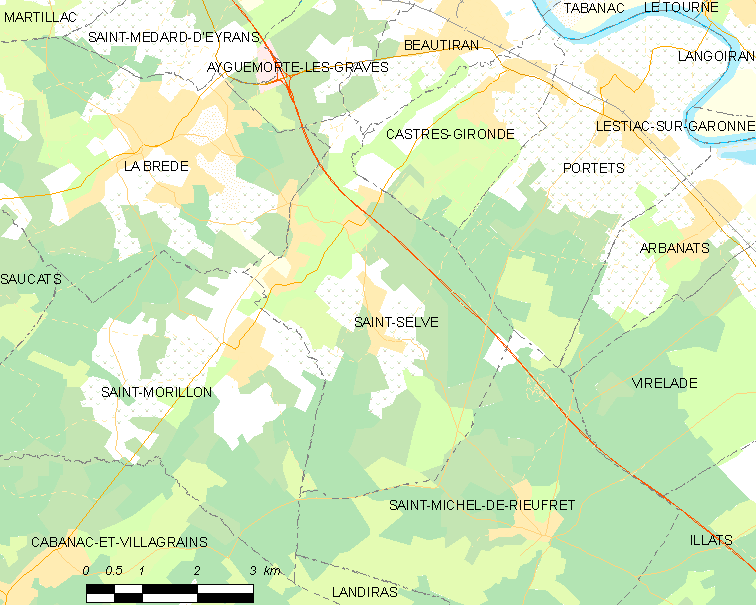
圣塞尔沃的OSM定位图

圣塞尔沃的时区为UTC+01:00、UTC+02:00（夏令时）。

## 行政
圣塞尔沃的邮政编码为33650，INSEE市镇编码为33474。

## 政治
圣塞尔沃所属的省级选区为拉布雷德县。

## 人口

1962-2008年间圣塞尔沃人口变化图示

圣塞尔沃于2022年1月1日时的人口数量为3668人。